# カブリト

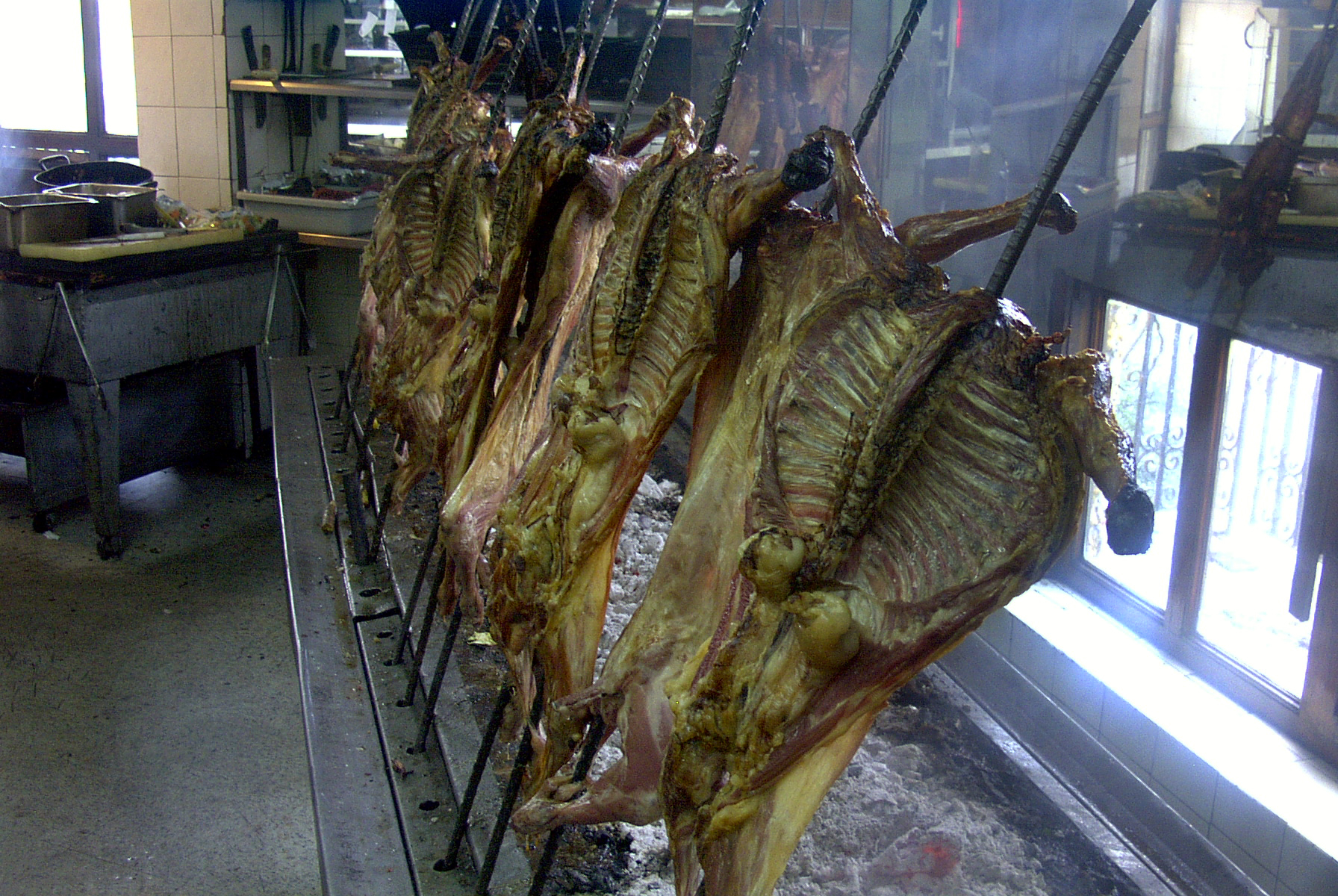
カブリト

カブリト(Cabrito)は、イベリア半島及び南アメリカの料理で、子ヤギ肉をローストしたものである。

## ポルトガルとブラジル
ポルトガル語では、カリブトという言葉は、ブラジルの北東部地域、特にセルタオ及びポルトガル内の3か月程度の生きた子ヤギに対して用いられる。15-20分ごとに返しながら、炭火で8時間程度焼く。

## アルゼンチン
カリブトは、アルゼンチンのコルドバ州、特にキリーノの名物料理でもあり、ここではこの料理のための祭もある。チビートは、より成長した硬い肉を使う点で、カリブトとは異なる。カリブトはまだ乳しか飲んでいないのに対して、チビートに使う肉は、既に固体の餌を食べ始めている。

## メキシコ
メキシコのモンテレイ及び周辺のヌエボ・レオン州でも、この町を建設したユダヤ人の料理に由来する名物料理となっている。
メキシコ北部では、カブリトは様々な方法で調理される。 
- Cabrito al pastor - 最も有名で、恐らく最も人気のある形態。丸ごとの肉を平らに開き、串に突き刺す。串を炭火の横に置き、空気中でゆっくり焼く。ゆっくり燃える炭から吸収される軽い香り以外、味付けはしない。
- Cabrito al horno - 低い温度のオーブンでゆっくり焼く。味付けをしたり、味良くジューシーに仕上げるために一定時間カバーをかける等、色々なバリエーションがある。
- Cabrito en salsa - 肉を小片に切り分け、油できつね色に焦がしてから、タマネギ、ニンニク、緑唐辛子等を加えたトマトベースのソースで柔らかくなるまで蒸し煮する。
- Cabrito en sangre - 解体の際に血を集め、血をベースとして味付けしたソースの中で、肝臓、腎臓、心臓とともに蒸し煮する。比較的珍しい調理法。